# Gletscher-Nelke
Die Gletscher-Nelke (Dianthus glacialis) ist eine Pflanzenart aus der Gattung der Nelken (Dianthus glacialis) innerhalb der Familie der Nelkengewächse (Caryophyllaceae).

## Beschreibung

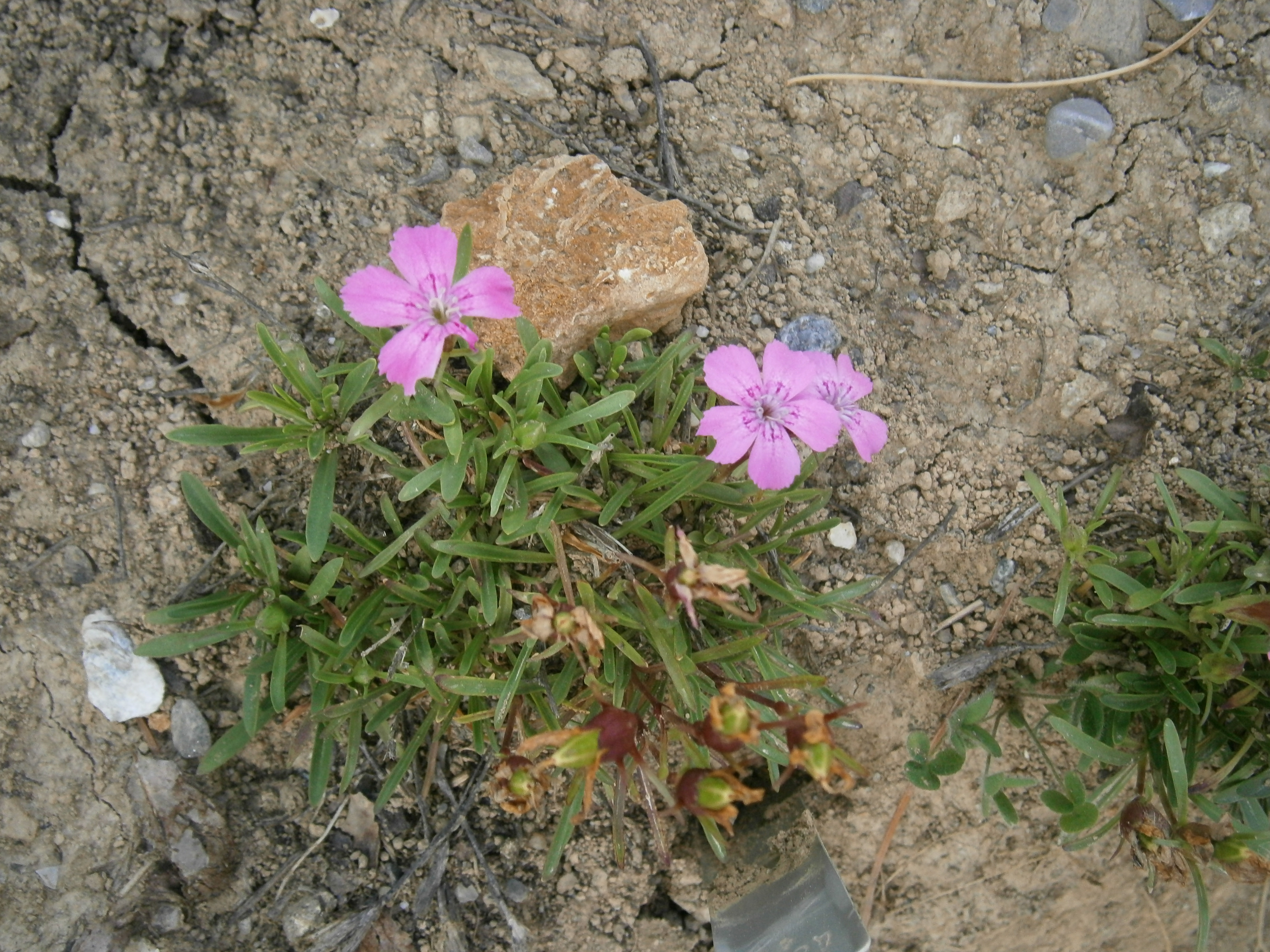
Habitus

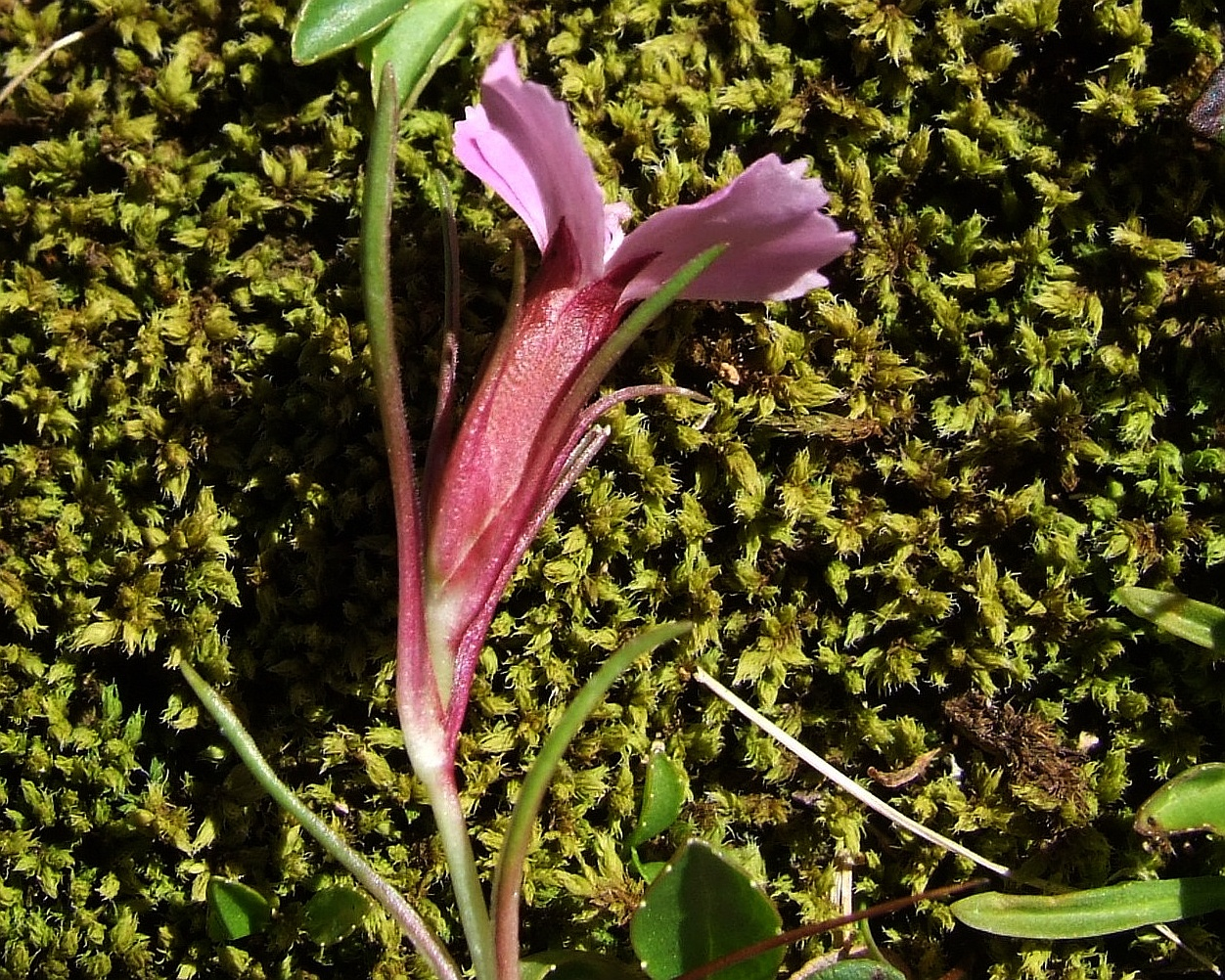
Blüten von der Seite mit Kelch und Krone

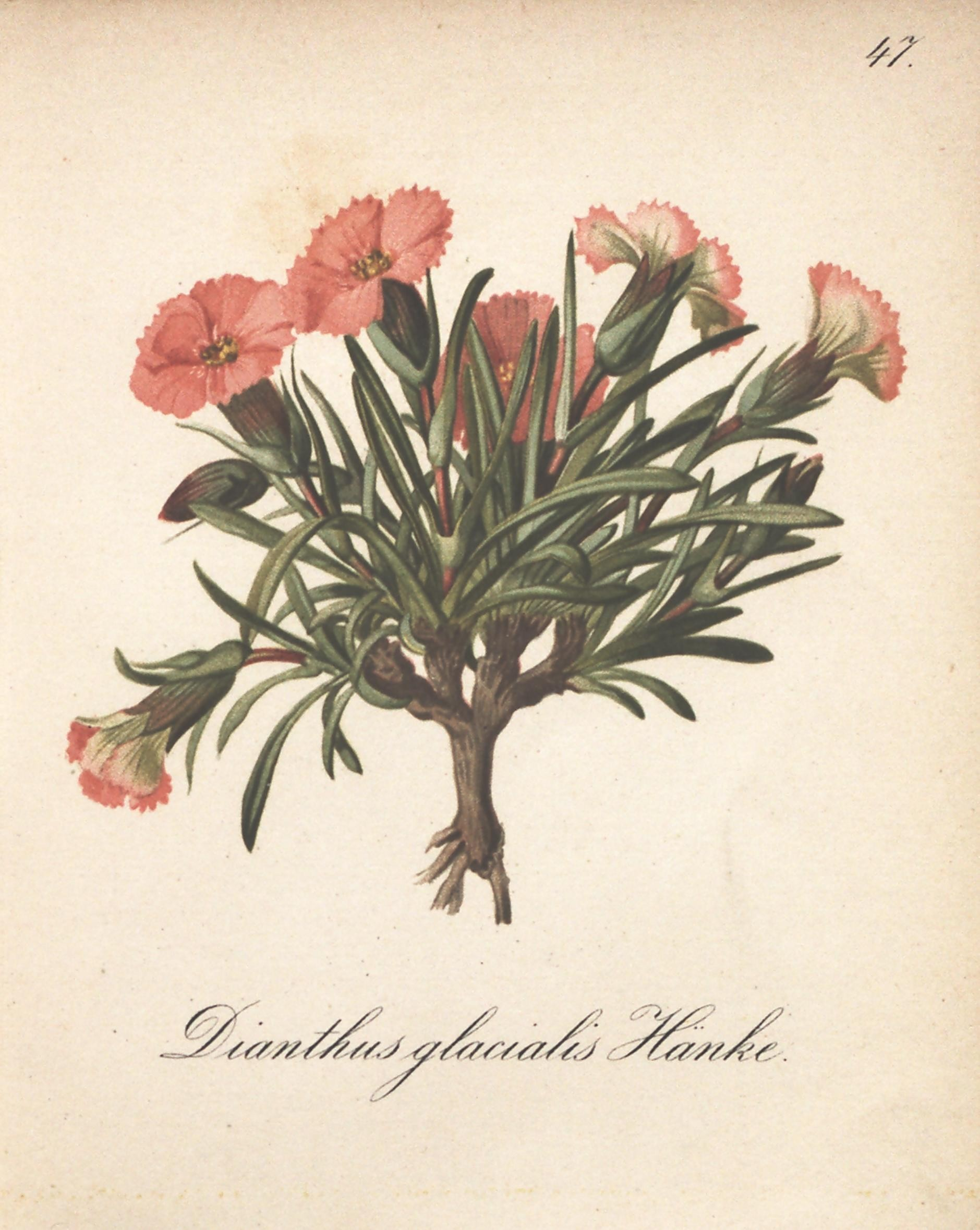
Illustration aus Die Alpenpflanzen nach der Natur gemalt, S. 47

### Vegetative Merkmale
Die Gletscher-Nelke wächst als ausdauernde krautige Pflanze und erreicht Wuchshöhen von 3 bis 10 Zentimetern. Sie besitzt einen einfachen, einblütigen aufrechten Stängel sowie viele sterile Triebe.
Die Laubblätter sind bei einer Länge von 2 bis 5 Zentimetern sowie einer Breite von 1 bis 2 Millimetern linealisch-lanzettlich mit stumpfem (gerundetem) oberem Ende. Die Grundblätter überragen die Stängel (nur bei dieser Art so). Die Blattscheiden sind etwa 2 Millimeter lang.

### Generative Merkmale
Die Blütezeit reicht von Juli bis August. Auf einem Blütenstandsschaft befindet sich jeweils nur eine Blüte.
Die duftende, zwittrigen Blüten sind radiärsymmetrisch und fünfzählig mit doppelter Blütenhülle. Der Kelch ist röhrenförmig, 12 bis 16 Millimeter lang, kahl, mit lanzettlichen Schuppen, die so lang sind wie der Kelch. Die purpurrosafarbene Krone weist einen Durchmesser von 15 bis 20 Millimetern auf. Die Kronblätter besitzen eine 8 bis 10 Millimeter lange gezähnte Platte und am Schlund dunklere Striche oder Punkte. Es sind zwei Griffel vorhanden.
Die Kapselfrucht ist länger als der Kelch. Die Samen sind 1 bis 2 Millimeter lang.
Die Chromosomenzahl beträgt 2n = 30.

## Vorkommen
Die Gletscher-Nelke ist ein ostalpin-karpatisches Florenelement. Die Gletscher-Nelke kommt in den östlichen Zentralalpen und in den Karpaten vor. Die Gletscher-Nelke kommt in Mitteleuropa nur südöstlich einer Linie vor, die etwa von Samnaun über Arosa bis ins Veltin führt. In Österreich kommt sie zerstreut bis selten in den Bundesländern Steiermark, Salzburg, Kärnten und Tirol vor.
Die Gletscher-Nelke ist mit der Alpen-Nelke (Dianthus alpinus) vikariierend. Die Gletscher-Nelke gedeiht meist in Rasen, Grus über Silikatgestein aber auch auf windexponierten Graten. Sie wächst in Höhenlagen von 1800 bis 2900 Metern.
Die Gletscher-Nelke gedeiht in Mitteleuropa am besten auf schwach sauren, kalkarmen oder weitgehend entkalkten, steinigen und nur lückig bewachsenen Böden in alpinem Klima. Sie besiedelt Moränenschutt, steinige Matten und Rasen sowie windausgesetze Grate und felsige Hänge. Sie ist pflanzensoziologisch eine Charakterart des Elynetum.
Die ökologischen Zeigerwerte nach Landolt et al. 2010 sind in der Schweiz: Feuchtezahl F = 2 (mäßig trocken), Lichtzahl L = 5 (sehr hell), Reaktionszahl R = 3 (schwach sauer bis neutral), Temperaturzahl T = 1 (alpin und nival), Nährstoffzahl N = 1 (sehr nährstoffarm), Kontinentalitätszahl K = 4 (subkontinental).
Die Gletscher-Nelke ist gut an das Leben im Hochgebirge angepasst, denn mit ihrem tief reichenden Wurzelsystem trägt sie zur Verfestigung von bewegtem Schutt bei; ebenso verschafft sie sich an windausgesetzten Stellen Halt. Im geschlossenen Verband mit höher wachsenden Arten kann sie sich allerdings nicht behaupten.
Merkwürdigerweise „vermeidet“ die Gletscher-Nelke vermutlich Kalkboden umso „konsequenter“, je weiter östlich sie wächst; im westlichen Teil ihres Areals gedeiht sie auch auf Kalk.

## Systematik
Die Erstveröffentlichung von Dianthus glacialis erfolgte 1789 durch Thaddäus Haenke (1761–1817) in Nikolaus Joseph Freiherr von Jacquins Werk: Collectanea ad botanicam, chemiam et historiam naturalem spectantia, Band 2, Seite 84.
Je nach Autor gibt es etwa zwei Unterarten:
- Dianthus glacialis subsp. gelidus (Schott, Nyman & Kotschy) Tutin: Sie kommt nur in Polen und Rumänien vor.[4]
- Dianthus glacialis Haenke subsp. glacialis: Sie kommt in der Schweiz, in Liechtenstein, Österreich, Italien, im früheren Jugoslawien, in Polen und in Rumänien vor.[4]